# Cantón de Sens-Oeste
El cantón de Sens-Oeste era una división administrativa francesa, que estaba situada en el departamento de Yonne y la región de Borgoña.

## Composición
El cantón estaba formado por doce comunas, más una fracción de la comuna que le daba su nombre:
- Collemiers
- Cornant
- Courtois-sur-Yonne
- Égriselles-le-Bocage
- Étigny
- Gron
- Marsangy
- Nailly
- Paron
- Saint-Denis
- Saint-Martin-du-Tertre
- Sens (fracción)
- Subligny

## Supresión del cantón de Sens-Oeste
En aplicación del Decreto n.º 2014-156 de 13 de febrero de 2014, el cantón de Sens-Oeste fue suprimido el 22 de marzo de 2015 y sus 13 comunas pasaron a formar parte; cinco del nuevo cantón de Gâtinais en Borgoña, dos del nuevo cantón de Sens-2, dos del nuevo cantón de Villeneuve-sur-Yonne, una del nuevo cantón de Pont-sur-Yonne, una del nuevo cantón de Sens-1, una del nuevo cantón de Thorigny-sur-Oreuse y la fracción de la comuna que le daba su nombre se unió con las demás fracciones para que, por medio de una reestructuración cantonal, fueran creados los nuevos cantones de Sens-1 y Sens-2.